# 18461 Seiichikanno
18461 Seiichikanno este un asteroid din centura principală de asteroizi.

## Descriere
18461 Seiichikanno este un asteroid din centura principală de asteroizi. A fost descoperit pe 17 august 1995 la Nanyo de Tomimaru Okuni. Asteroidul prezintă o orbită caracterizată de o semiaxă mare de 2,65 ua, o excentricitate de 0,11 și o înclinație de 13,8° în raport cu ecliptica.